# 額田やえ子
額田 やえ子（ぬかだ やえこ 、1927年12月13日 - 2002年4月9日）は、東京出身の英語翻訳家、吹き替え字幕翻訳家。映画翻訳家協会会員。
父は劇作家・小説家の額田六福。本名・渡辺弥栄子。夫は英米文学翻訳家・渡辺栄一郎。

## 来歴
東京府青山師範学校附属小学校（現・東京学芸大学附属世田谷小学校）から立教女学院をへて1944年日本女子大学国語学科に入学、母の同期生だった茅野雅子に学び、敗戦後1948年に卒業。アテネ・フランセで英語を学び、高等科を卒業、1952年、南部圭之助の秘書としてスタア社に入り、映画雑誌『スタア』の編集に4年間携わり、1956年からテレビ映画の吹き替えの翻訳を始める。
『刑事コロンボ』など、テレビドラマ等の吹き替え（アテレコ）の翻訳や、小説の翻訳などで知られている。
代表作の『刑事コロンボ』はNHK放送時のシーズン2以降から担当し、放映権が日本テレビに移った後も引き続き担当した。人気を博した、コロンボの独特のしゃべり方や、「ウチのカミサン」等は、額田の独創によるものである。「かみさん」は、動物文学者の小林清之介が使っていたのを借用したものだという。
シェイクスピアなどの翻訳で知られる松岡和子は義理の従妹にあたり、松岡は額田の紹介で戯曲の翻訳を手がけるようになったという。
グロービジョン制作、音響監督の左近允洋と組んだ仕事が多く、『コロンボ』以外にも『エクスカリバー』や『ブルース・ブラザース』、『ミッドナイト・ラン』などで共に仕事をしていた。額田は4歳下の左近允を「左近ちゃん」と呼んでおり、グロービジョンの後輩である吉田啓介によると額田は『特捜刑事マイアミ・バイス』で「どうせ左近ちゃんここ切るでしょ」と左近允が放送尺の都合でカットするシーンをあらかじめ予想して、一部訳されていない台本を送ってきたことがあったという。
吹替作品での翻訳の特徴としては、作品内容を把握したうえで、声優の持ち味を生かせるよう“アテ書き”も台本に仕組む緻密な台本作りで知られており、吹替声優の羽佐間道夫は額田の翻訳について、「額田さんはとにかく語彙が豊富…更に額田さんは『ここは羽佐間だから、もうちょっと単語を入れよう』（羽佐間は流麗な台詞回しに定評があった）、『ここは若山弦蔵だから、もうちょっと引っ張ろう』っていうことまで考えてアテ書きされてた方だから、やる方も楽だった」と振り返っており、声優への信頼も感じさせた額田の職人芸に敬意を表している。一方で長年の額田の仕事仲間・左近允は演出家として、台詞についても翻訳者に丸投げせず、ページが黒く見えるほど台詞の修正を自ら重ねるなど、緻密にこだわった台本確認（毎回台本直しには概ね2時間近くかけていたという）を行なってから収録に入る演出様式だったため、額田は現場での左近允の確認作業を見越して、敢えて翻訳を細かく作り込まない形で台本を仕上げ、左近允に渡し、彼の仕事ぶりに配慮を見せていたという。
1987年度の日本女性放送者懇談会賞を受賞した。

## 翻訳作品

### 書籍
- ウィングス（アーサー・L.コピット、劇書房、1982年）
- 奇跡の人（ウィリアム・ギブソン、劇書房、1984年・2003年）
- わが町（ソーントン・ワイルダー、劇書房、1990年・2001年）
- 十二人の怒れる男（レジナルド・ローズ、劇書房、1994年・1997年）

### テレビドラマ
- 逃亡者（TBS）
- コンバット!（TBS）
- 刑事コロンボシリーズ（NHK/日本テレビ）※第1話「殺人処方箋」のNHK放送版ほか8本は飯嶋永昭
- 刑事コジャック（TBS）
- 特捜班CI-5（TBS）
- 特捜刑事マイアミヴァイス（テレビ東京）
- ドクタークイン 大西部の女医物語(NHK）
- ツイン・ピークス（WOWOW / TBS）
- シャーロック・ホームズの冒険（NHK）
- ジェシカおばさんの事件簿（NHK）
- こちらブルームーン探偵社 (NHK)

### 映画
- シャーロック・ホームズの素敵な挑戦（1980年12月8日、TBS『月曜ロードショー』）
- ブルース・ブラザース（1983年5月14日、フジテレビ『ゴールデン洋画劇場』）
- ネバーセイ・ネバーアゲイン（1985年4月6日、フジテレビ『ゴールデン洋画劇場』）
- 炎のランナー（1985年11月18日、TBS『月曜ロードショー』）
- ランボー（1985年10月25日、日本テレビ『金曜ロードショー』・1990年10月17日、TBS『水曜ロードショー』
- アマデウス（1986年10月12日、テレビ朝日『日曜洋画劇場』）
- 刑事ジョン・ブック 目撃者（1987年10月24日、フジテレビ『ゴールデン洋画劇場』）
- コクーン（1988年4月24日、テレビ朝日『日曜洋画劇場』）
- ラビリンス/魔王の迷宮（1988年8月13日、フジテレビ『ゴールデン洋画劇場』）
- バック・トゥ・ザ・フューチャー（1990年4月7日、フジテレビ『ゴールデン洋画劇場』）
- ベン・ハー（1990年6月15日・22日、日本テレビ『金曜ロードショー』）
- ダーククリスタル（1990年10月10日、フジテレビ『水曜映画劇場』）
- ミッドナイト・ラン（1992年2月2日、テレビ朝日『日曜洋画劇場』）
- ハワード・ザ・ダック/暗黒魔王の陰謀（1992年5月20日、TBS『水曜ロードショー』）
- クリフハンガー (1995年10月14日、フジテレビ『ゴールデン洋画劇場』)
- フランケンシュタイン（1996年10月27日、テレビ朝日『日曜洋画劇場』）

### 字幕
- 欲望という名の電車[7]

## エッセイ
- 『アテレコあれこれ : TV映画翻訳作家うちあけ話』ジャパンタイムズ、1979年9月1日。（中公文庫、1989年）